# Distretto di Qorǧalzhyn
Il distretto di Qorǧalzhyn (in kazako: Қорғалжын ауданы) è un distretto (audan) del Kazakistan con  capoluogo Qorǧalzhyn.